# Шев'яков Іван Никифорович
Іван Никифорович Шев'яков (1930 — ?) — український радянський діяч, голова Первомайського райвиконкому, начальник Первомайського територіального виробничого колгоспно-радгоспного управління Миколаївської області. Депутат Верховної Ради СРСР 6-го скликання (у 1962—1966 роках).

## Життєпис
Народився 1930 року в селянській родині.
У 1954 році закінчив Харківський сільськогосподарський інститут.
У 1954—1959 роках — викладач і керуючий дослідного господарства сільськогосподарського технікуму.
Член КПРС з 1957 року.
У 1959—1960 роках — голова районної планової комісії і заступник голови виконавчого комітету Первомайської районної ради депутатів трудящих Миколаївської області.
У 1960—1962 року — голова виконавчого комітету Первомайської районної ради депутатів трудящих Миколаївської області.
У 1962—1965 роках — начальник Первомайського територіального виробничого колгоспно-радгоспного управління Миколаївської області.

## Нагороди
- ордени
- медалі